# 兄ふんじゃった!
『兄ふんじゃった!』（あにふんじゃった）は、小笠原真によるギャグ漫画。話数カウントは「○ふんじゃった」。

## 概要
一話完結の形式の漫画である。基本的に兄、ヤンキーくん、キャベツなどといったキャラクターが様々な物事にボケて、テルキヨが突っ込むという内容である。テーマはその回の話によって様々。

## キャラクター紹介

### 主要キャラクター
兄
テルキヨの兄であり、中学3年生。名前は不明である。弟のテルキヨを溺愛しており、尋常ではないレベルの過保護によって、あらゆる面でテルキヨを助ける為に全力で行動する。自分の行為が「過保護」であるという自覚はあるが、「過保護は兄の権利であり義務である」と考えている為、やめる気は毛頭ない。
2歳の頃から自身は男性ながら助産を行う等の高い知能を誇り、テストではいつも100点（自分で点数を書いている為。その後、テルキヨにそのペンをあげようとするが、「お前0点。」とツッコまれ、無視される）。そして中学3年生とは思えないほど様々な分野に精通している。国内では1人で法律を変えるほどの権限を持ち、更に国際的には国連加盟国をも凌ぐ220もの国と交流がある。
色々な人々から尊敬され恐れられてもいる。各話のラスト付近でよく名言を言うが、最後のページに全て台無しにしてしまう。女の子にもてるが、本人はテルキヨにしか興味がないため歯牙にもかけていない。ハッキングや料理の腕も優れている。ゲーム作りの才能も持っており、テルキヨクエスト、てるきよメモリアル、スーパー弟ブラザーズ、てるきっち、ポケテルなどパクリ丸出しで作っている。変身ベルトをまわすとテルキヨがテルキヨ戦隊テルレンジャーに変身したり、風圧で攻撃できたりする。終盤では原因不明の重い病気・天死病に陥ってしまった（母が天死病にかかったとき、医者だった父が治そうとし、結果、父も天死病にかかって死んでしまい、その時から父の形見であった白衣を着るようになり、その白衣から兄は、天死病に感染した）が、テルキヨが世界樹の葉を食べさせたことで一命を取り留める。最終話ではテルキヨが受験した公立高校を買収する。
テルキヨ
兄の弟で中学1年生。苗字は公式には明かされていないが第一話で家の表札に「輝」と書かれていた。泣き虫ですぐ怒るところが欠点。
兄の過保護のせいで毎回、大変な目に合っている。頭にいつも白い布を巻いている　その布をとった髪型は兄に酷似している。
テルキヨ戦隊のテルレンジャーで、防御機能が充実している。
2006年11月から『おはスタ』内サンデー紹介コーナーに登場している（声・植竹香菜）｡
ヤンキーくん
テルキヨのクラスメイトで名前通りヤンキー。兄とは何かを貰う代わりにテルキヨを助けるといった仲。兄からはリーゼントと呼ばれている。2の次が数えられず、テルキヨと委員長に教えてもらった事もある。絵が非常に上手い。家はかなりのお金持ちだが、兄に財産を盗まれたり、色々と大変である。実は徳川家の末裔。15歳だが留年のため中1。パンダに頭を噛まれたせいでノーベル賞を取るほどのエリートになり、兄と互角に渡り合えるもの凄さに。だがそれが祟って頭痛を起こし、兄とテルキヨによって元通りに。止まっているポーズでも動く事ができ、かなり速い。実は数人いる。フォークボールはとてもよく落ちる。テルキヨ戦隊アゴレンジャー兼紙素材戦隊ダンボールレンジャーである。ローズ姫と婚約した。最後にハト語担当に過保護十人衆で入隊。
ヤン子
ヤンキーくんの妹。ヤンキーくん、もとい家族と非常に酷似した顔をしている。テルキヨに惚れている。いくら真面目にしようとしても、親が真面目にさせてくれない（例：門限は守るな、等）。ヤン子が真面目になろうとすると、父はヤン子がグレたなどと言って逆に怒るくらいである。
キャベツ
耳が長い犬。テルキヨはキャベツと呼ぶが兄は犬と呼ぶ。捨てられていたところをテルキヨに発見され初登場（それ以前も少し登場していた）。そこからレギュラー化した。キャベツのダンボールによく捨てられている。走るスピードが時速14キロを超えるとタイムスリップができる。すぐ泣く。また、尻尾を回すと回した人の大きさを変える事も出来る。テルキヨや海原雄子の秘密を見てしまう。
瘤の内君
テルキヨの友達。坊主頭で頭に二つ癤がある。ですます口調。名前が瘤の内なので兄からコブ茶を渡された事がある。出番が少ない。テルキヨ戦隊コブレンジャー。
委員長
テルキヨと同じクラスの女子。頭がいい。兄に惚れている。中学1年生とは思えないほどグラマー。眼鏡を外すと美少女（眼鏡を3度かえている）。ヤンキー君にいろいろ教えることがあり、褒めて伸ばす方針。テルキヨ戦隊メガネレンジャー。
てるきっち
兄が開発した携帯育成ゲームのキャラクター。一度死んだが、テルキヨの背後霊になった。ニートになったり、霊能力者になったり、ホストになったりと、頻繁に転職している。霊パワーは0.0000000001で、ハムスターと同レベルの強さ。霊ザービームという一撃必殺技を持っているが、成功しない。　
許嫁
テルキヨの許嫁。頭に風船がついている。いつももじもじしている過シャイ。語尾に「でスカイ？」をつける。テルキヨからの第一印象は「気球」。犬丸の妹。
総帥
テルキヨの従兄（いとこ）。犬丸という手下をいつも連れていて、いつもイスに座っている。従兄にあって兄にない「従」を持っている。よく「カッカッカ」と高笑いをする。兄は彼にあまり関わりたくない様子だが、ヤンキー君は仲が良い。初対面のときはヤンキー君を、焼肉君と聞き間違えた。ヤンキーくんに対し自転車に乗れないことをわらっていたが、総帥本人も自転車に乗れない。最近は登場していない。
犬丸
総帥の手下で、総帥にかなり忠実。犬耳をつけていて、敬語で話す。結構常識人である。主にあまりしゃべらない総帥の代わりに話をする。許嫁の兄。
海原雄子
兄が行った合コンにて登場。性格はいわゆるツンデレ系。ハムスターの「ハムッピ」を飼っている。最初はテルキヨへの態度があまりよくなかったがハムッピを助けてくれたテルキヨに対しだんだん好意を抱くようになり、ハムッピを理由にテルキヨに会いに行ったりするようになる。テルキヨがユーザーのメーカーニャイキの社長の娘。
心肺ヨーコ
兄の天死病発覚の時に登場した医師。めがねをかけている。しゃべり方が英語交じりで、「～ちゃうよ」を多用。